# 瓦斯科·达伽马环形山
瓦斯科·达伽马环形山(Vasco da Gama)是月球正面西侧边缘上的一座大型撞击坑，约形成于酒海纪或前酒海纪代，以地理大发现时代葡萄牙伟大的探险家及航海家瓦斯科·达伽马(1469年–1524年)之名命名，1935年被国际天文联合会批准接受。

## 描述

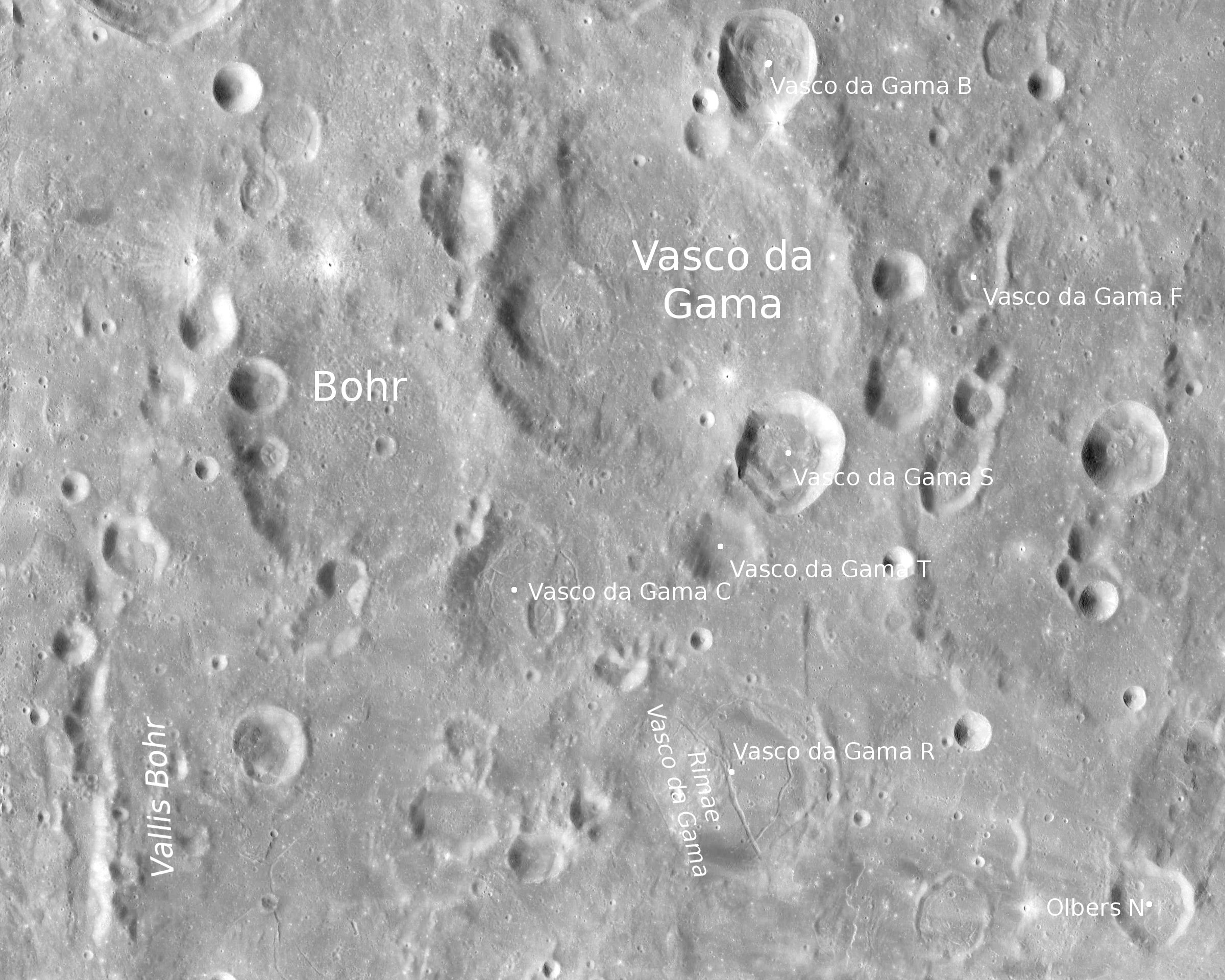
瓦斯科·达伽马环形山周边图，月球勘测轨道飞行器拍摄。

该陨坑位于爱因斯坦环形山东南，北靠道尔顿陨石坑、东临"卡尔达诺陨石坑"(Capuanus)、东南是格鲁什科陨石坑，西南连接着较小的玻尔陨石坑。它的中心月面坐标为13°47′N 83°56′W / 13.78°N 83.94°W，直径94公里，深度2.78公里。
该环形山边缘轮廓接近圆形，南北部侧壁已受严重的撞击侵蚀，东西二侧则相对较为完整，内侧壁显示有阶地结构；东南侧壁上坐落着卫星坑"瓦斯科·达伽马 S"，它的西南是"瓦斯科·达伽马 T"，而卫星坑"瓦斯科·达伽马 B"则紧挨着环形山的东北侧；瓦斯科·达伽马环形山的坑壁平均高出周边地区1400米，内部容积约为6500公里3，碗形的陨坑底部已被熔岩覆盖，地表蔓布着一些裂纹，中心处坐落着一座小型山丘。该环形山显示也有射纹系统。

## 卫星陨石坑
按惯例，最靠近瓦斯科·达伽马环形山的卫星坑在月图上以字母标注在该坑中心点的旁边。
| 瓦斯科·达伽马 | 月面坐标                          | 直径, 公里 |
| ------------- | --------------------------------- | ---------- |
| A             | 12°38′N 80°04′W / 12.63°N 80.07°W | 22         |
| B             | 15°43′N 83°07′W / 15.72°N 83.12°W | 25         |
| C             | 11°29′N 85°04′W / 11.48°N 85.07°W | 47         |
| F             | 13°52′N 80°47′W / 13.86°N 80.78°W | 56         |
| P             | 12°00′N 80°20′W / 12.00°N 80.34°W | 103        |
| R             | 9°55′N 83°31′W / 9.91°N 83.51°W   | 61         |
| S             | 12°38′N 82°56′W / 12.63°N 82.94°W | 30         |
| T             | 11°52′N 83°30′W / 11.87°N 83.50°W | 20         |

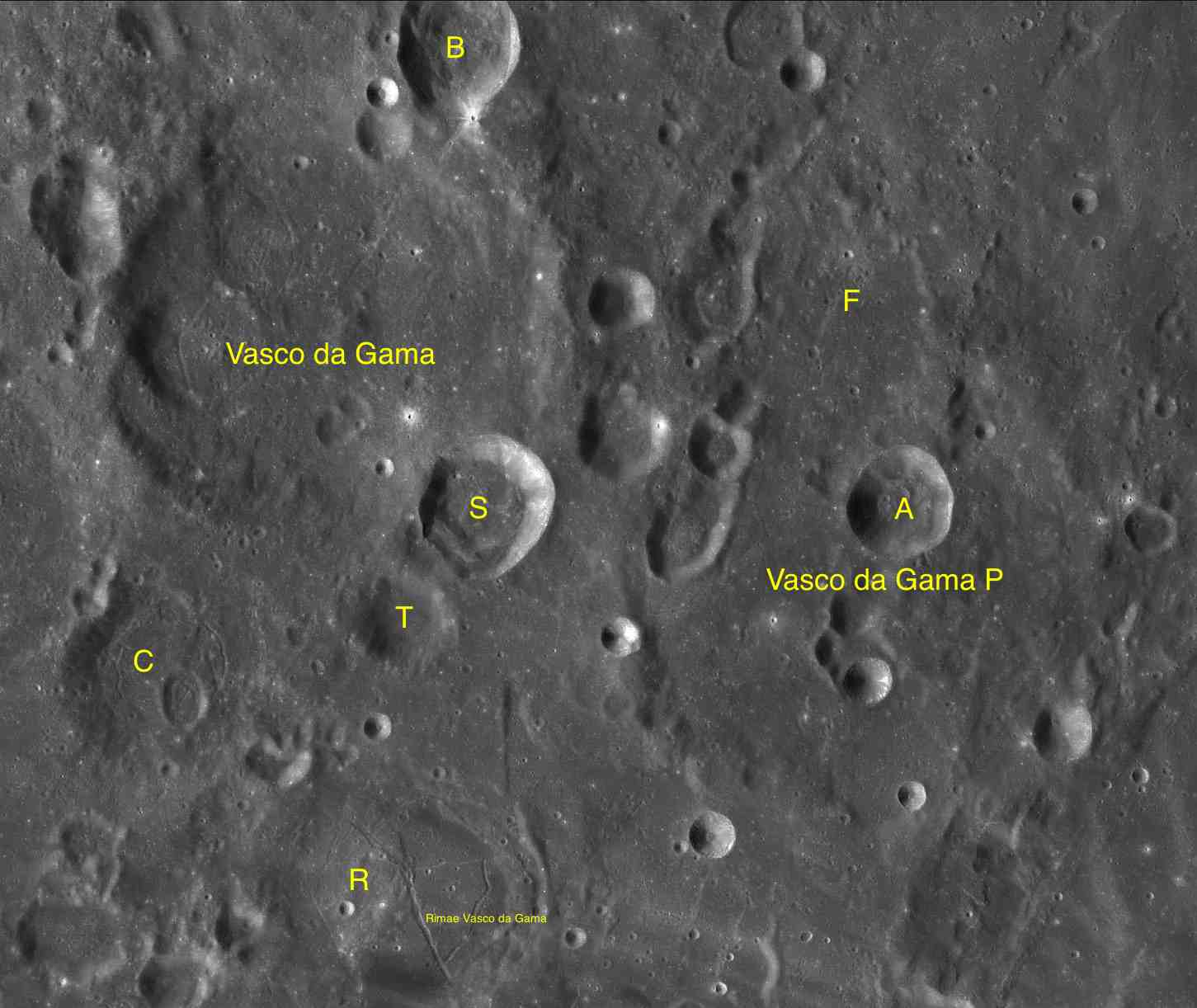
LAC-55 详情图

- 卫星坑"瓦斯科·达伽马 R"的坑底横贯着一组以该环形山命名的沟系-"瓦斯科·达伽马月溪"(Rimae Vasco da Gama)。